# Grailly

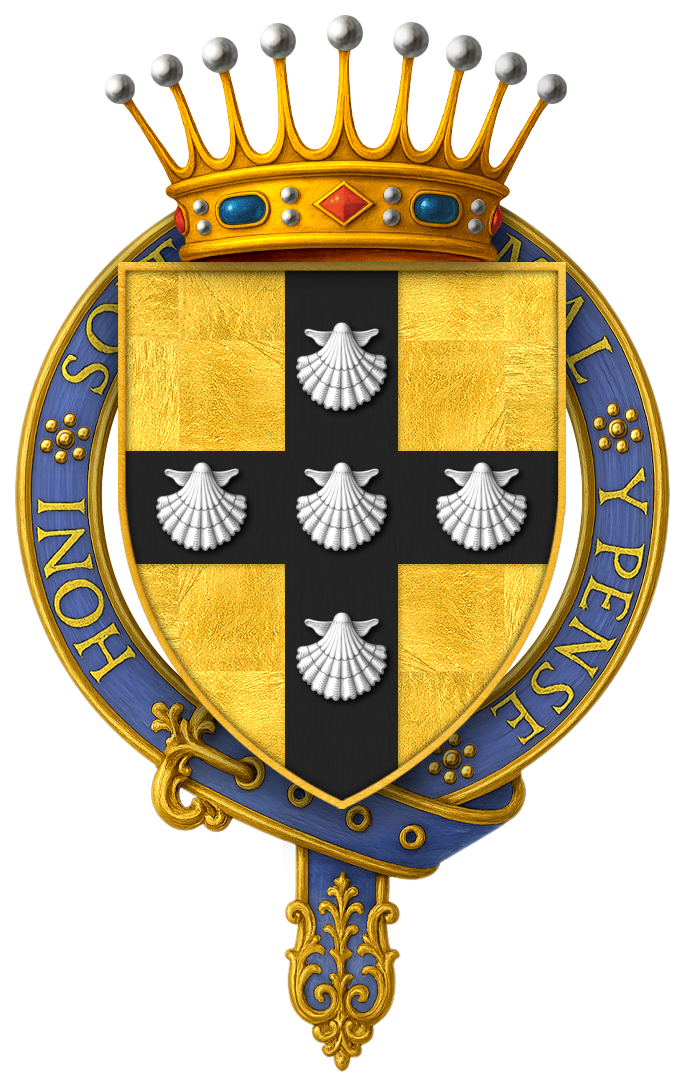
Stemma di Casa Grailly

Il Casato di Grailly fu una nobile famiglia francese originaria dell'Arrondissement di Gex, nell'antica Borgogna.
Con il tempo, la famiglia riuscì ad acquisire:
- il titolo di Captal de Buch, attraverso il matrimonio tra Pierre II de Grailly e Assalide di Bordeaux;
- la Contea di Foix, attraverso il matrimonio nel 1381 tra Arcimbaldo di Grailly e la contessa Isabella di Foix;
- la Contea di Bigorre nel 1426
- la corona di Navarra, attraverso il matrimonio tra Eleonora di Navarra e Gaston de Grailly.